# Abchasische Staatliche Universität
Die Abchasische Staatliche Universität (abchasisch Аҧснытәи Аҳәынҭқарратә Унивирситет/Apsnytwi Achwyntqarratu Uniwirsitet; russisch Абхазский государственный университет/Abchasski gossudarstwenny uniwersitet; Abk. АГУ/AGU) ist die einzige Universität Abchasiens. Sie hat ihren Sitz in der Hauptstadt Sochumi. Aktuell sind etwa 3000 Studenten immatrikuliert und knapp 400 Dozenten werden beschäftigt.

## Geschichte
Am 4. Februar 1932 wurde durch einen Beschluss des Volksbildungskommissariats der Abchasischen ASSR das Agropädagogisches Institut gegründet. 1933 entstand daraus das Staatliche Pädagogische Gorki-Institut Suchumi, das 1979 auf Beschluss des Bildungsministeriums der Georgischen SSR zur Abchasischen Staatlichen Universität umgebildet wurde. Gründungsrektor war Surab Antschabadse. Die Universität bestand zunächst aus einer abchasischen, einer russischen und einer georgischen Abteilung. Die Forderung georgischer Studenten, die georgische Abteilung zu einem Zweig der Tiflisser Universität zu machen, führte 1989 zu Unruhen in Sochumi. Nach den kriegerischen Auseinandersetzungen um Abchasien und der De-facto-Unabhängigkeit des Landes ab 1993 entstand eine Exiluniversität in Tiflis. 2006 erhielt die Abchasische Staatliche Universität durch ein Dekret des abchasischen Präsidenten offiziell den Status einer selbstverwalteten (autonomen) Hochschule.
Rektor der Universität ist seit 1989 Aleko Gwaramija, Professor für Physik und Mathematik, Mitglied der Abchasischen Akademie der Wissenschaften.
Es gibt acht Fakultäten und 41 Lehrstühle. Sie ist Mitglied der Assoziation Eurasischer Universitäten. Der interuniversitäre Austausch beschränkt sich zurzeit – auch bedingt durch die außenpolitische Isolation Abchasiens – weitgehend auf den postsowjetischen Raum. Russland spielt hierbei naturgemäß eine besondere Rolle. Seit 2011 besteht außerdem eine Partnerschaft mit der Universität Urbino in Italien.
Die Gebäude liegen am äußersten südöstlichen Stadtrand von Sochumi. Vorlesungen finden auf Abchasisch und Russisch statt.

## Fakultäten
- Physisch-mathematische Fakultät
- Biologisch-geographische Fakultät
- Historische Fakultät
- Philologische Fakultät
- Juristische Fakultät
- Wirtschaftswissenschaftliche Fakultät
- Pädagogische Fakultät
- Agrar-Ingenieurwissenschaftliche Fakultät

## Bekannte ehemalige Studenten und Dozenten
- Wladislaw Ardsinba (1945–2010), Politiker
- Raul Chadschimba (* 1958), Politiker
- Ljudmila Chodschaschwili (* 1957), Politikerin
- Alexander Orlow-Kretschmer, Sozialwissenschaftler und Kaukasiologe
- Bagrat Schinkuba (1917–2004), Schriftsteller